# Центральный банк Шри-Ланки
Центральный банк Шри-Ланки (англ. Central Bank of Sri Lanka: синг. ශ්‍රී ලංකා මහ බැංකුව; там. இலங்கை மத்திய வங்கி) — центральный банк Демократической Социалистической Республики Шри-Ланка.

## История
В 1785 году нидерландской Остиндской компанией начат выпуск банкнот в риксдалерах, разменивавшихся на медную монету — первых банкнот на территории Шри-Ланки.
В 1827—1855 выпускались банкноты британского колониального Генерального казначейства.
В 1844 году выпущены первые банкноты частного банка — Банка Цейлона. Затем начали выпускать банкноты и другие банки — Азиатская банковская корпорация, Восточная банковская корпорация и др. Банкноты частных банков выпускались до 1884 года.
В 1884 году исключительное право эмиссии передано Валютному совету Цейлона, находившемуся в Лондоне и осуществлявшему эмиссию до августа 1950 года.
В 1949 году принят закон о создании Центрального банка Цейлона. Банк начал операции 28 августа 1950 года. Капитал банка принадлежит правительству. В 1985 году банк переименован в Центральный банк Шри-Ланки.